# Tryonia imitator
Tryonia imitator là danh pháp hai phần của một loài ốc rất nhỏ, là động vật thân mềm chân bụng có mài sống trong môi trường nước ngọt, thuộc họ Hydrobiidae. Đây là loài đặc hữu của Hoa Kỳ.